# (15031) Lemus
(15031) Lemus est un astéroïde de la ceinture principale.

## Description
(15031) Lemus est un astéroïde de la ceinture principale. Il fut découvert le 10 novembre 1998 à Socorro (Nouveau-Mexique) par le projet LINEAR. Il présente une orbite caractérisée par un demi-grand axe de 2,36 UA, une excentricité de 0,13 et une inclinaison de 5,4° par rapport à l'écliptique.

## Compléments